# CELTA
CELTA (англ. Certificate in teaching English to speakers of other languages, ранее Certificate in English Language Teaching to Adults) — продвинутая квалификация в области преподавания английского языка как иностранного (англ. Teaching English as a Foreign Language — TEFL) и английского как второго языка (англ. English as a Second Language — ESL). Сертификат CELTA выдается подразделением Кембриджского университета (англ. Cambridge English Language Assessment) по окончании одноименного интенсивного (англ. full-time) или частично заочного (англ. part-time) курса. Оба курса можно пройти только в авторизованных центрах (англ. Cambridge English Teaching Qualification centres) в более чем 70 странах мира.
Согласно анализу данных из 500 объявлений о поиске претендентов на должность учителя английского языка, размещенных на 23 международных сайтах по поиску работы, 9 из 10 работодателей в Великобритании, и 7 из 10 во всем мире (включая Великобританию) считают наличие сертификата CELTA одним из обязательных условий приема на работу.
Сертификат CELTA приравнивается к 5 уровню Системы Кредитов и Квалификаций (англ. Qualifications and Credit Framework) для Англии, Уэльса и Ирландии, а также Австралии.

## Требования к кандидатам
CELTA  подходит как кандидатам, начинающим свою карьеру, так и опытным преподавателям, которым не хватает практических навыков в преподавании английского, или же тем, кто желает подтвердить свои навыки ELT (English Language Teaching) международным сертификатом. Учителя, имеющие начальную квалификацию CELTA и, по крайней мере, год опыта преподавания английского языка, могут выбрать другую квалификацию, например, Delta. CELTA подходит тем, кто находится на уровне Foundation и Developing в соответствии с Cambridge English Teaching Framework, тогда как Delta предназначена для преподавателей уровней Proficient и Expert.
Кандидаты на прохождение курсов CELTA должны быть старше 20 лет (кандидаты старше 18 также могут быть зачислены на курс по результатам собеседования). Обязательным также является наличие высшего образования (степень бакалавра или магистра в любой отрасли).
Уровень владения английским языком должен соответствовать как минимум уровню C1 (Advanced) или С2 (Proficiency) согласно Общеевропейских рекомендаций по языковому образованию (CEFR) — стандарт английского языка, позволяющий преподавать студентам на разных уровнях, от начального до выше среднего, и разбираться в языковых вопросах.
Кандидаты, соответствующие этим требованиям, проходят предварительный отбор, включающий выполнение письменного задания на знание языка и вопросов, связанных с преподаванием. Если кандидат успешно выполняет письменное задание, его приглашают пройти небольшое собеседование с тренером CELTA.
Характер собеседования отличается от центра к центру. Это может быть как индивидуальное, так и групповое собеседование, один на один, по телефону или по Skype. Собеседование дает возможность центрам предоставить информацию кандидатам, а также оценить их потенциал для успешного прохождения курса (кандидатов попросят рассказать, что они думают по поводу языка и обучения, а также преподавания английского).

## Формат и структура курса CELTA
Интенсивный курс CELTA (120 часов + 30 часов самостоятельных занятий) длится 4-5 недель с понедельника по пятницу с ежедневными занятиями. Частично заочный курс CELTA длится от 3 месяцев до 1 года, в зависимости от центра. Независимо от формата курса, его практическая часть — практика преподавания (англ. Teaching Practice) — проходит непосредственно в центре по месту учебы.
Оба курса, независимо от формата, включают следующие компоненты:
- учебные занятия (inputs), в ходе которых кандидаты знакомятся с основами преподавания языка по коммуникативной методике, как в теории, так и на практике с коллегами;
- наблюдение (observations) за занятиями более опытных преподавателей, имеющих сертификат CELTA. Всего 6 часов за весь курс;
- занятия по самооценке и обратной связи (feedback sessions), на которых кандидаты вместе с опытными тренерами курса обсуждают и анализируют собственные проведенные занятия и занятия своих коллег с целью их улучшения;
- занятия по планированию уроков (lesson planning sessions), помогающие планировать уроки эффективно, в соответствии с требованиями коммуникативного подхода в преподавании иностранных языков.
- практика преподавания с группами (teaching practice) — важнейшая составляющая курса CELTA. Кандидаты обучают реальных людей с разным уровнем владения английским;
- выполнение обязательных письменных заданий, касающихся характеристики учеников, исследования языка, развития языковых навыков, преподавания языка и профессионального развития.

## Оценивание кандидатов
Во время курса в центр приезжают эксперты Кембриджа и проводят независимую оценку работы тренеров и качества обучения.
В течение курса тренеры оценивают два основных компонента:
- планирование и проведение занятий;
- 4 письменных задания.

После окончания обучения кандидат получает предварительное заключение тренеров и рекомендованный балл. Сертификат присваивается кандидатам, работа которых соответствует требованиям курса и чья работа соответствует или превышает критерии в обоих компонентах оценки. Сертификат CELTA присваивается кандидатам после тщательной проверки результатов проделанной работы специалистами Cambridge English Language Assessment, как правило, через 3 недели после окончания курса.
Есть четыре возможные оценки, которые кандидат может получить после окончания курса CELTA:
- Pass
- Pass B
- Pass A
- Fail (получают кандидаты, работа которых не соответствует критериям в любом или во всех компонентах, которые оцениваются).

Согласно статистике Cambridge Assessment English в Украине за 2018 год: 55,6 % учителей получают «Pass», 30 % — «Pass B», примерно 0,5 % не выполняют задач курса, другие — это «Pass А». В России: «Pass» — 62,9 %, «Pass B» — 28, 7 %, «Pass А» — 4,8 %, «Fail» — 1,2 %.